# 塞夸奇縣 (田納西州)
塞夸奇县（英語：Sequatchie County）是美國田納西州東南部的一個縣。面積689平方公里。根據美國2000年人口普查，共有人口11,370人。縣治鄧拉普（Dunlap）。
成立於1857年12月9日。縣名來自同名的河谷 （紀念一位與白人立約的印地安人酋長）。